# Montécheroux

Montécheroux (în dialectul patois: Montétchélu) este o comună franceză în Cantonul Saint-Hippolyte, departamentul Doubs în Burgundia, în regiunea Franche-Comté. Locuitorii sunt numiți Écheroumontains.

## Geografie
Satul est situat în nord-estul regiunii Franche Comté, nu departe de Elveția, la o atitudine mijlocie de 650 de metri de la nivelului mării,  amplasat într-o oază verde pe un platou alungit, înconjurat de valea adâncă a râului Doubs, 8 km în nord de reședința cantonală Saint-Hippolyte (aici și confluența de Doubs cu Desoubre) și aproximativ 20 km în sud de orașul Montbéliard. În nordul satului se ridică muntele Echeroux (820 m).

## Istoric
Montécheroux este menționat pentru prima dată în 1040 sub numele de Monte Escherolo. În anul 1136, comuna a fost descrisă pentru prima oară ca posesiunea conților de la Roche sub numele Montecherul. Apoi, la începutul secolului al XIII-lea, ea a făcut parte al domniei mănăstiri de la Lucelle compusă din mai multe sate, cătune și ferme între ele și Clémont. În 1242, Thiebaud I de Neuchâtel- Bourgogne a primit moșia de la abatele Thiemo von Ramstein și a lăsat să ridice un castel care se afla pe o stâncă între Saint-Hippolyte și Pont-de-Roide, determinând Clémont comună principala și celelalte sate inclus Montécheroux subordonate. Data de construcție a castelului nu este cunoscută, dar acesta a fost citat într-un act de împărțire din 1261, efectuat de Thiebaud I pentru fiii săi.
În timpul războaielor burgunde, în august 1475, confederații au luat castelul în asalt. După distrugerea definitivă, în anul 1519, de către Contele de Württemberg, acum Montécheroux a devenit satul major și cele 18 familii de țărani din împrejurarea castelului au fost strămutați la Montécheroux, moșia lui Leopold Eberhard Duce de Württemberg, Conte de Montbéliard și, în anul 1562, reprezentanți locuitorilor conacului au jurat fidelitate față de comisarii contelui Frederic I de Württemberg.
Din a doua jumătate a secolului al XVIII-lea, în comună s-a dezvoltat o  industrie pentru producția de clești și copce, fabricând multe instrumente de utilizare de către ceasornicari. Astfel, Montécheroux  a fost numit „capitala mondială a cleștelui”. Datorit instalării unei linii precum gări de cale ferată, la sfârșitul secolului al XIX-lea, mai mult de 200 de muncitori au fost angajați acolo. În acest timp, populația a crescut la peste 1200 de locuitori.
Pentru perioada de legislatură 2014-2020 a fost aleasă ca primară Chantal Vernier.

## Toponimie
Mons Echerolus (1040), Montecherul (1136), Montetrucheto (1397), Montescherut (1406), Montescheroulx (1532), Monterescherut (1571), Montechichire (secolul al XVII-lea), Monteschelu (1648), Montéchéroux din 1765

## Personalități
- În cimitirul protestant din Montécheroux se poate găsii tumba actriței germane Dita Parlo (1906-1971), care a jucat în filmele regizorului francez Jean Renoir.
- Locul de naștere al lui Lucien Quélet (1832-1899), medic, naturalist și micolog, fondator al Societății Micologice a Franței.
- Aici a trăit cu familia sa Georges Cuvier (1769-1832), anatomist și paleontolog francez (casa mai există).

## Atracții turistice
- Le Musée de la pince
- Ruina castelului Clémon
- Casa de naștere a lui Lucien Quélet cu un mic muzeu